# Adalbert Marksteiner
Adalbert Marksteiner (auch Adalbert Marcu, ungarisch Marosvári Béla; * 7. April 1919 in Kovászi, Österreich-Ungarn; † 21. November 1976 in Budapest, Ungarn) war ein rumänisch-ungarischer Fußballspieler und -trainer. Er spielte in der rumänischen Divizia A und der ungarischen Nemzeti Bajnokság.

## Biographische Daten
Marksteiner kam in Kovászi zur Welt, das zur Zeit seiner Geburt zu Österreich-Ungarn gehörte und durch den Vertrag von Trianon 1920 an das Königreich Rumänien fiel. Heute heißt der Ort Covăsânț und gehört zum rumänischen Kreis Arad.
Adalbert Marksteiner starb im November 1976 im Alter von 57 Jahren im XXI. Budapester Bezirk (Csepel).

## Karriere als Spieler

### Verein
Adalbert Marksteiner begann seine Karriere bei Ripensia Timișoara, wo er im Jahr 1937 in die erste Mannschaft aufrückte und sogleich zum erfolgreichsten Torschützen wurde. Am 19. September 1937 gab er seinen Einstand in der höchsten rumänischen Spielklasse, der Divizia A, und konnte am Saisonende die Meisterschaft erringen. In der darauffolgenden Spielzeit verpasste Marksteiner mit seiner Mannschaft als Vizemeister hinter Venus Bukarest zwar klar die Titelverteidigung, er selbst wurde aber mit 21 Treffern der erfolgreichste Torjäger.
Im Herbst 1940 wechselte Marksteiner nach Ungarn und schloss sich Csepel SC Budapest an, das in der höchsten ungarischen Spielklasse, der Nemzeti Bajnokság, antrat. Dort konnte er in den Jahren 1942, 1943 und 1948 erneut die Meisterschaft erringen, ehe er seine Karriere beendete.

### Nationalmannschaft
Marksteiner spielte sowohl für die rumänische als auch die ungarische Fußballnationalmannschaft. Sein Debüt gab er am 7. Mai 1939 für Rumänien gegen Jugoslawien. Am 16. Mai 1943 folgte ein Länderspiel für Ungarn gegen die Schweiz.

## Karriere als Trainer
Nach dem Ende seiner aktiven Laufbahn war Marksteiner als Trainer bei einigen ungarischen Klubs engagiert, ohne dabei nennenswerte Erfolge zu erringen.

## Erfolge
- Rumänischer Meister: 1937/38
- Ungarischer Meister: 1941/42, 1942/43, 1947/48
- Torschützenkönig der Divizia A: 1938/39
- Ungarischer Fußballer des Jahres: 1948